# Dragon Ball Z: Budokai 2
Dragon Ball Z: Budokai 2, lanzado como Dragon Ball Z 2 (ドラゴンボールZ2 Doragon Bōru Zetto Tsū?) en Japón, es un videojuego de lucha desarrollado por Dimps basado en la serie de anime y manga, Dragon Ball Z, y una secuela de Dragon Ball Z: Budokai. Se lanzó para la PlayStation 2 en 2003 y para la GameCube en 2004 y fue publicado en Japón y Europa por Bandai y en América del Norte, Australia y Sudáfrica por Atari SA.

## Jugabilidad
El Torneo Mundial permite a los jugadores competir contra hasta 8 jugadores en un Torneo de Artes Marciales. Si hay más de un jugador humano presente, no hay premios en efectivo disponibles, pero con un solo jugador humano se pueden ganar premios. El modo de duelo permite a un jugador luchar contra la computadora en un nivel de habilidad preestablecido, o dos jugadores humanos para luchar entre sí usando habilidades personalizadas. Un jugador también puede ver una pelea entre dos luchadores de la computadora.
Compuesto por tres secciones, la Tienda de Habilidades, edición de personajes e instrucciones. Un jugador puede editar habilidades en cualquiera de las tarjetas de memoria. Aparte de Dragon World, la Tienda de Habilidades es el lugar para obtener sus cápsulas de habilidades. Bulma usará un traje diferente dependiendo de cuántas haya recolectado el jugador en Dragon World.
Cada personaje tiene una barra de Salud y una barra de Ki. Cuando la salud se agota, el personaje pierde (como en la mayoría de los juegos de lucha). Se requiere Ki para realizar movimientos especiales y explosiones de Ki. Los personajes pueden esquivar ataques. Hay varias mecánicas para los movimientos definitivos, algunas funcionarán automáticamente al ejecutarse, algunas requieren presionar un botón dentro de un período de tiempo determinado, algunas requieren girar la palanca de control para generar potencia y algunas requieren que ambos jugadores giren las palancas de control en una lucha.

## Desarrollo y lanzamiento
En Japón, 2000 lectores de V-Jump pudieron obtener Dragon Ball Z2V, una versión renovada del juego.

## Recepción
En Japón, "Dragon Ball Z 2" vendió 584,183 copias. En Estados Unidos, "Budokai 2" vendió 1.5 millones de copias y fue el cuarto alquiler de videojuegos más importante del 2004. El juego vendió un total de 2 084 183 copias en Japón y Estados Unidos.
Ambas versiones tienen una puntuación global de 66/100 en Metacritic. GameSpot, quien le dio al juego un 6.7/10, comentó que "Las mejoras visuales son agradables y algunas de las adiciones hechas al sistema de lucha son divertidas, pero Budokai 2 sigue siendo una secuela decepcionante".
Durante los 7th Annual Interactive Achievement Awards, la Academia de Artes y Ciencias Interactivas nominó a Budokai 2 para el "Juego de Lucha de Consola del Año", que finalmente se le otorgó a Soulcalibur II.